# 爹核士威老村
爹核士威老村（英語：Davisville Village）是多倫多的一個地區，靠近爹核士威老路（Davisville Avenue）夾央街的路口。在這個十字路口有一個地鐵站，即爹核士威老站。該地區直接毗鄰快樂山墳場（Mount Pleasant Cemetery），擁有許多建於1970年代和2000年代之間的大型公寓和柏文大廈，以及許多辦公大廈。該社區是多倫多市中心聖卡拉路（St. Clair Avenue）和艾靈頓路（Eglinton Avenue）之間的一個有吸引力的地區。多倫多市議會議員馬特洛（Josh Matlow）即為爹核士威老村社區的代表。

## 歷史
爹核士威老村由莊·爹核士（John Davis）於1840年創立。爹核士在附近開設了第一家郵局並擔任郵政局長。原來郵局所在的大樓如今是央街夾爹核士威老路東北角的一家星巴克。莊·爹核士還創辦了爹核士威老陶器公司（Davisville Pottery Company），該公司多年來一直是該社區最大的雇主。1911年，爹核士家族將大部分土地出售予道化閣發展公司（Dovercourt Development Company）進行開發。此地許多單戶住宅建於1920年代和1930年代之間，至今仍然存在。

## 人口統計
截至2006年，爹核士威老村的人口為23,690人。爹核士威老的人口在1996年至2001年間增長了大約6.5%，在2001年至2006年間又增長了8.5%。爹核士威老是一個人口稠密的社區。以其面積約2.23平方公里計算，其密度約為每平方公里10,623人。
爹核士威老是一個相當富裕的社區。爹核士威老大約33%的家庭年收入超過60,000加元，是多倫多的兩倍多，多倫多約有16.2%的家庭年收入超過60,000加元。
根據2006年的人口普查數據，爹核士威老居民中加拿大公民的比例高於多倫多。爹核士威老居民中有將近48%為加拿大公民，而多倫多市的這一比例為46%。1961年至1981年期間，爹核士威老的移民人口保持相當穩定，約佔總人口的17%。到1981年，爹核士威老的移民人口迅速增加，並且在過去的三十年中一直如此。
爹核士威老擁有來自許多不同的國家的移民。爹核士威老大部分移民的原籍國為英國。2006年，居住在爹核士威老的居民，來自英國的移民有955人，來自美國的移民有480人，來自伊朗的移民有470人。爹核士威老居民的原籍國還有中國、印度、菲律賓、德國、波蘭、牙買加、韓國、羅馬尼亞及俄羅斯。
爹核士威老有兩個多倫多公車局（TTC）地鐵站，即央街－大學線上的爹核士威老站和艾靈頓站。它還在艾靈頓東路（Eglinton Avenue East）和灣景路（Bayview Avenue）提供定期巴士服務。公共運輸便利且靠近多倫多市中心，導致使用公共運輸、步行及騎自行車的居民比例更高。爹核士威老46.5%的居民使用公共運輸，11.9%的居民步行或騎單車，而多倫多市的交通方式顯示，只有34.4%的居民使用公共運輸，8.8%的居民步行或騎單車。2006年的人口普查數據還顯示，爹核士威老社區的汽車使用者比例低於多倫多市。爹核士威老只有40.1%的居民使用汽車、貨車及摩托車出行，而多倫多的這一比例為55.8%。

## 房地產業
如同多倫多其他眾多社區，爹核士威老的房地產市場在過去幾年中經歷了令人難以置信的增長。爹核士威老在2015至2016年的總體表現優於多倫多房地產市場。獨立屋的平均價格現為1,365,749加元，比2015年增長了16%。這要歸功於附近的學校、便捷的交通，以及購物和餐館的數量。

## 社區分劃

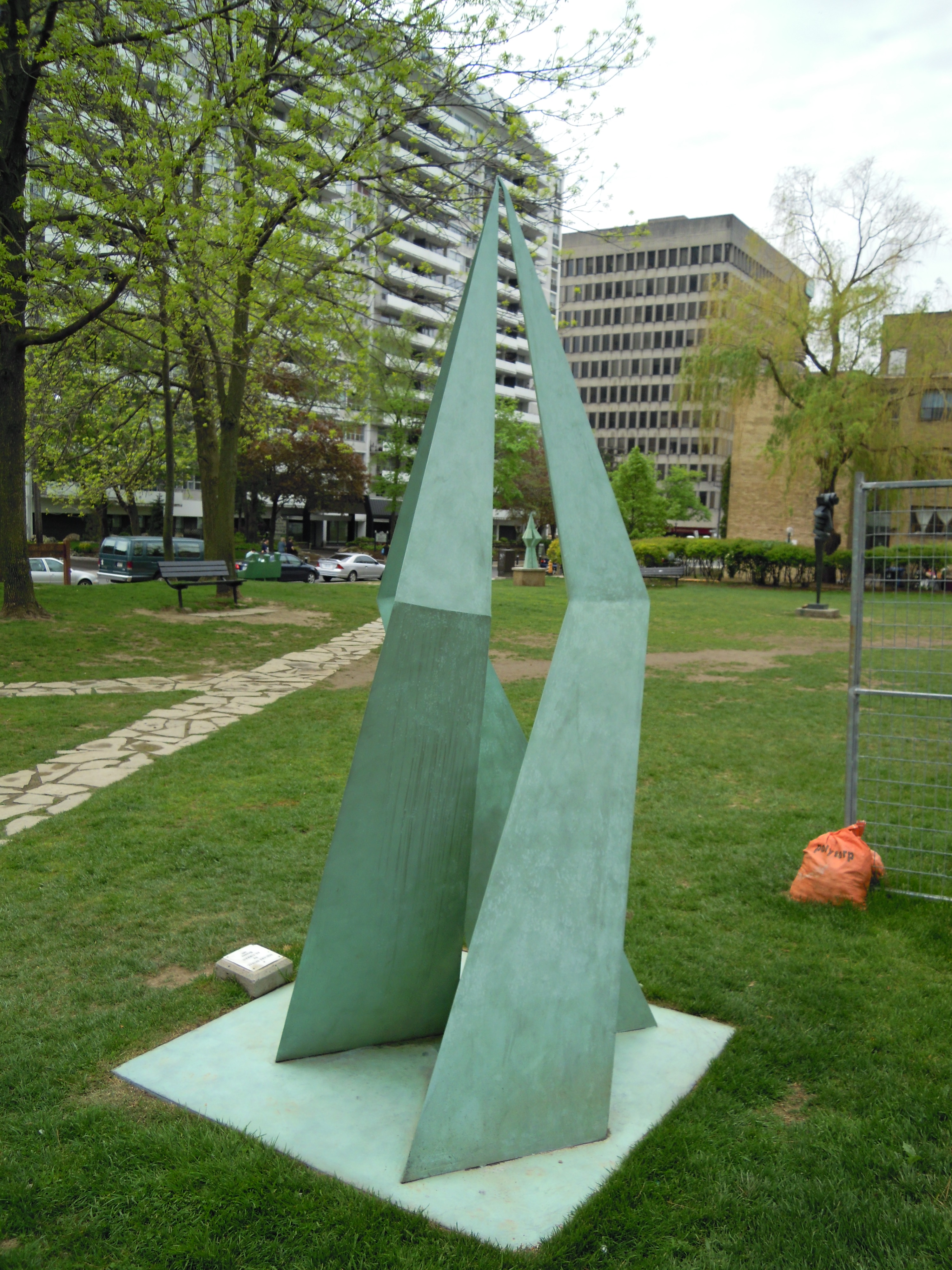
公寓環繞著位於西快樂山（West Mount Pleasant）的Balliol Parkette。居住在該地區的大多數人住在高層及低層公寓。

多倫多市將爹核士威老村劃分為兩個市政社區：

### 西快樂山
西快樂山（Mount Pleasant West）位於快樂山道（Mount Pleasant Road）以西，馬頓街（Merton Street）以北，央街以東，奇華田路（Keewatin Avenue）以南。該區域91%的人居住在低層公寓、高層公寓及柏文大廈中，使其成為多倫多建築最為密集的社區（與高層大廈密集的市中心核心區相比）。該地區有許多經濟適用房單位，與周邊地區相比，該地區的收入水平較低。 西快樂山超過80%的居民是租房者，比多倫多平均水平高出約 30%。
2003年，Minto提出了在艾靈頓路以南的央街上建造兩棟高層柏文大廈的計劃。大多數爹核士威老居民強烈反對這一發展計劃。該案被提交給安大略省市政委員會（Ontario Municipal Board，簡稱OMB）。該委員會提出，若Minto希望他們的計劃獲得批准，他們需遵守以下條件：
- 將建築高度降低數層
- 為老年人廉價租賃住屋捐款100萬加元
- 為新建的人行道捐款20萬加元[5]

Minto Quantum towers最終於2007年建成。

### 東快樂山
東快樂山（Mount Pleasant East）東鄰灣景路（Bayview Avenue），南接摩亞路（Moore Avenue），西接央街，北接必列活道（Blythwood Road）。該社區的人口主要處於工作年齡，並且擁有價值遠高於城市標準的房屋。該區域在人口統計及收入方面可與湖灘（The Beaches）社區相媲美。